# Pheloconus
Pheloconus – rodzaj chrząszcza z rodziny ryjkowcowatych.

## Zasięg występowania
Rodzaj ten obejmuje gatunki występujące w Ameryce Północnej i Południowej.

## Gatunki
Do Pheloconus zaliczanych jest około 38 gatunków:

- Pheloconus aequalis
- Phelocomus albifrons
- Pheloconus albomaculatus
- Pheloconus ambiguus
- Pheloconus atrofasciculatus
- Pheloconus bosqi
- Pheloconus cretatus
- Pheloconus cribricollis
- Pheloconus fasciolatus
- Pheloconus flavicans
- Pheloconus flavosparsus
- Pheloconus hispidulus
- Pheloconus hispidus
- Pheloconus infector
- Pheloconus lividipes
- Pheloconus longirostris
- Pheloconus luteicollis
- Phelocomus moestus
- Pheloconus nebulosus
- Pheloconus nubiferus
- Phelocomus nudoscutellatus
- Phelocomus olivaceus
- Pheloconus orchestoides
- Pheloconus pallidus
- Pheloconus pallisteri
- Phelocomus pilosellus
- Pheloconus plagiatuis
- Pheloconus propinquus
- Pheloconus rubicundulus
- Phelocomus rubicundus
- Pheloconus rufovalis
- Pheloconus subcarinatus
- Pheloconus subtriangularis
- Pheloconus sylvius
- Phelocomus tricinctus
- Phelocomus tricolor
- Pheloconus variegatus
- Pheloconus versicolor